# Autoestrada A25 (Itália)
A Autoestrada A25 (também conhecida como Strada dei Parchi) é uma autoestrada na Itália que conecta Torano di Borgorose, na região do Lácio, a Pescara, na região dos Abruzos. Com seus 115 km, ela tem seu inicio em uma bifurcação na autoestrada A24, que permite a conexão de Roma com esta região do país. É também pertencente à rede de estradas europeias, fazendo parte do traçado da E80. Atualmente, é gerida pela sociedade Strada dei Parchi S.p.A .

## Percurso
| TORANO - PESCARA Strada dei Parchi |                                                  |      |      |           |                |
| Tipo                               | Uscita                                           | ↓km↓ | ↑km↑ | Provincia | Strada Europea |
|                                    | Roma - L'Aquila                                  | 0    | 115  | AQ        |                |
|                                    | Area Servizio "Monte Velino"                     | 10   | 104  | AQ        |                |
|                                    | Magliano de' Marsi                               | 11   | 103  | AQ        |                |
|                                    | Avezzano Sora - Cassino                          | 16   | 98   | AQ        |                |
|                                    | Aielli - Celano                                  | 29   | 85   | AQ        |                |
|                                    | Pescina                                          | 37   | 77   | AQ        |                |
|                                    | Cocullo                                          | 48   | 66   | AQ        |                |
|                                    | Pratola Peligna - Sulmona                        | 64   | 50   | AQ        |                |
|                                    | Bussi - Popoli dell'Appennino Abruzzese - Áquila | 77   | 37   | PE        |                |
|                                    | Torre de' Passeri - Casauria                     | 84   | 30   | PE        |                |
|                                    | Alanno - Scafa ex Caramanico Terme               | 93   | 21   | PE        |                |
|                                    | Manoppello                                       | *    | *    |           |                |
|                                    | Area Servizio "Brecciarola"                      | 102  | 12   | CH        |                |
|                                    | Chieti Pescara                                   | 104  | 10   | CH        |                |
|                                    | Villanova                                        | 113  | 1    | PE        |                |
|                                    | Bologna - Taranto                                | 115  | 0    | PE        |                |